# ŽKK Novi Zagreb
ŽKK Novi Zagreb est un club croate de basket-ball féminin. L'équipe joue en première division croate.

## Historique
Le club dispute l'Euroligue féminine en 2012-2013.
En 2010-2011, le club est éliminé en seizièmes de finale de l'Eurocoupe.

### Noms successifs
- KK Novi Zagreb (1978-2008)
- Matas Novi Zagreb (2008-2010)
- Lupa Promotion Novi Zagreb (depuis 2010)

## Palmarès
- Champion de Croatie :  2013
- Vainqueur de la Coupe de Croatie :  2013

## Effectif 2013-2014
| Numéro | Nom                  | Née le            | Taille | Nationalité | Poste         |
| 6      | Ana Semren           | 5 février 1988    | 1,88 m | Croatie     | Ailière forte |
| 9      | Eva Komplet          | 21 novembre 1986  | 1,75 m | Slovénie    | Meneuse       |
| 10     | Ivana Dojkic         | 24 décembre 1997  | 1,80 m | Croatie     | Meneuse       |
| 11     | Lisa Karcić          | 11 novembre 1986  | 1,83 m | Croatie     | Ailière       |
| 12     | Antonija Juric       | 11 octobre 1989   | 1,80 m | Croatie     | Ailière       |
| 14     | Luca Ivanković       | 25 septembre 1987 | 1,98 m | Croatie     | Pivot         |
| 21     | Tihana Stojsavljevic | 27 septembre 1997 | 1,86 m | Croatie     | Ailière forte |
| 24     | Anja Kukolja         | 27 avril 1997     | 1,80 m | Croatie     | Meneuse       |
| 44     | Jelena Ivezić        | 17 mars 1984      | 1,82 m | Croatie     | Arrière       |
|        | Kristina Benic       | 4 juin 1988       | 1,86 m | Croatie     | Ailière       |
|        | Iva Cigic            | 7 mai 1994        | 1,74 m | Croatie     | Meneuse       |

Entraîneur : Vladimir Ivanković
Assistants : Vanja Kukolja

## Effectif 2012-2013
| Numéro | Nom                  | Née le            | Taille | Nationalité | Poste         |
|        | Inja Butina          | 25 septembre 1995 | 1,75 m | Croatie     | Meneuse       |
|        | Tea Buzov            | 20 août 1990      | 1,78 m | Croatie     | Arrière       |
|        | Ivana Seric          | 21 février 1989   | 1,70 m | Croatie     | Meneuse       |
| 4      | Sandra Mandir        | 4 août 1977       | 1,77 m | Croatie     | Arrière       |
| 5      | Ana Cacic            | 16 janvier 1986   | 1,75 m | Croatie     | Meneuse       |
| 7      | Matea Vrdoljak       | 19 novembre 1985  | 1,83 m | Croatie     | Arrière       |
| 8      | Gordana Bedalov      | 2 avril 1984      | 1,91 m | Croatie     | Pivot         |
| 10     | Dunja Prcic          | 17 février 1987   | 1,80 m | Serbie      | Arrière       |
| 11     | Lana Packovski       | 4 août 1994       | 1,70 m | Croatie     | Meneuse       |
| 12     | Antonija Juric       | 11 octobre 1989   | 1,79 m | Croatie     | Meneuse       |
| 13     | Mirna Mazić          | 24 décembre 1985  | 1,88 m | Croatie     | Ailière forte |
| 14     | Sena Pavetic         | 12 janvier 1986   | 1,97 m | Croatie     | Pivot         |
| 15     | Latoya Williams      | 18 juillet 1987   | 1,90 m | États-Unis  | Ailière forte |
| 21     | Zrinka Brkljacic     | 21 février 1993   | 1,75 m | Croatie     | Meneuse       |
| 22     | Courtney Vandersloot | 8 février 1989    | 1,73 m | États-Unis  | Meneuse       |

Entraîneur : Vladimir Ivanković
Assistants : Kristijan Jagatić

## Joueuses célèbres ou marquantes
- Sandra Mandir